# Mincheri, Lingsugur
Mincheri là một làng thuộc tehsil Lingsugur, huyện Raichur, bang Karnataka, Ấn Độ.